# SS-Mann

Patki kołnierzowe SS-Manna

SS-Mann – podstawowy stopień w SS (później Allgemeine SS). Jego posiadacz posiadał pełne uprawnienia wynikające z przynależności do organizacji. Oznaczenia mundurowe: czarne patki i czarne pagony. Odpowiednikiem w SA był SA-Mann.

Naramiennik SS-Manna